# باع
الباع هو وحدة قياس طولي ويقيس به المسافة ما بين الكفين إذا انبسطت الذراعان يمينا ويسارا. إذن طول ذراعي الإنسان وعضديه وصدره وذلك قدر أربعة أذرع وجمعه: أبواع. ويقال أيضا للباع بَوْع وبُوع.

## قياسات الباع
أورد ابن الهائم أن الباع 4 أذرع والذراع 24 اصبع والإصبع 6 شعيرات. ولما كانت الذراع الشرعية تساوي 49,327477 سنتيمتر فإن الباع يساوي 197,30991 سنتيمتر.
مقدار الشِّبْر: 
- عند الحنفية 1.855 متر.
- المالكية 2.12 متر.
- وعند الحنابلة والشافعية: 2.473 متر.

### في البلاد العثمانية
الباع يساوي 5 أقدام عثمانية، وبما أن القدم العثمانية تساوي 37,9 سنتيمتر، فإن الباع يساوي 189,5 سنتيمتر أي 1,895 متر.

### في مصر
قدروا الباع في أوائل القرن14 هجري أي القرنين 19 و20 ب 4 أذرع معمارية مصرية. وبما أن الذراع المعماري المصري يساوي 75 سم، فإن الباع يساوي 300 سم أي 3 أمتار.

### في تونس
كان الباع موجودا بتونس حتى وقت قريب، إلا أن مقداره يختلف باختلاف المناطق. ويتراوح مقداره ما بين 1,7 و 2 متر.